# Louis Garfinkle
Louis Garfinkle est un scénariste américain, né le 11 février 1928 à Seattle (Washington) et mort le 3 octobre 2005 dans le quartier de Studio City à Los Angeles (Californie).

## Biographie
Louis Alan Garfinkle, de son nom complet, est un des créateurs de Collaborator, un logiciel d'aide à l'écriture de scénarios utilisé dans les années 1990,.

## Filmographie

### Cinéma
- 1956 : The Young Guns (en) d'Albert Band
- 1958 : J'enterre les vivants d'Albert Band (également producteur)
- 1959 : Face of Fire d'Albert Band (également producteur)
- 1967 : Les Cruels de Sergio Corbucci
- 1968 : Une minute pour prier, une seconde pour mourir de Franco Giraldi
- 1970 : The Love Doctors de Bon Ross (également producteur)
- 1971 : Beautiful People (également réalisateur)
- 1972 : Le Gang des dobermans de Byron Chudnow
- 1973 : Little Cigars (en) de Chris Christenberry
- 1973 : Last Foxtrot in Burbank (en) de Charles Band
- 1978 : Voyage au bout de l'enfer de Michael Cimino
- 1991 : Milena de Véra Belmont

### Télévision
- 1960 : The DuPont Show with June Allyson (1 épisode)
- 1965-1966 : Les aventuriers du Far-West (2 épisodes)

## Nominations
Pour la collaboration à l'histoire originale à l'origine du scénario de Voyage au bout de l'enfer
- Oscars du cinéma 1979 : Oscar du meilleur scénario original
- Writers Guild of America Award 1979 : Meilleur scénario original